# Elecciones municipales de Utcubamba de 2022
Las elecciones municipales de Utcubamba de 2022 se llevaron a cabo el 2 de octubre de 2022 para elegir al alcalde y al Concejo Provincial de Utcubamba para el periodo 2023-2026. La elección se celebró simultáneamente con elecciones regionales y municipales (provinciales y distritales) en todo el Perú.
Diógenes Celis, exconsejero regional por Utcubamba y candidato de Victoria Amazonense, obtuvo la victoria. El Movimiento Regional Amazonense Unidos al Campo, con Víctor Campos como candidato, ocupó nuevamente el segundo lugar. Sentimiento Amazonense Regional, representado por Gladys Mendoza tras la tacha de Felipe Castillo, cayó al tercer lugar, perdiendo por primera vez las elecciones provinciales. Además, Renovación Popular, con Milton Alvines, consiguió un escaño en el concejo provincial, siendo la primera vez desde 2006 que un partido político nacional en solitario obtenía representación a nivel provincial.
En el ámbito distrital, Victoria Amazonense se consolidó como el partido más votado, logrando el control de dos concejos distritales, incluido Cajaruro, el distrito más poblado. Sentimiento Amazonense Regional, que cayó al segundo lugar en votos totales, obtuvo también el control de dos comunas, manteniendo El Milagro por tercera elección consecutiva. Renovación Popular, que ocupó el tercer lugar, aseguró la administración de dos concejos distritales, entre ellos Lonya Grande, el segundo distrito más poblado de la provincia.

## Sistema electoral
La Municipalidad Provincial de Utcubamba es el órgano administrativo y de gobierno de la provincia de Utcubamba. Está compuesta por el alcalde y el Concejo Provincial.
La votación del alcalde y el concejo se realiza en base al sufragio universal, que comprende a todos los ciudadanos nacionales mayores de dieciocho años, empadronados y residentes en la provincia de Utcubamba y en pleno goce de sus derechos políticos, así como a los ciudadanos no nacionales residentes y empadronados en la provincia de Utcubamba. No hay reelección inmediata de alcaldes.
El Concejo Provincial de Utcubamba está compuesto por 11 regidores elegidos por sufragio directo para un período de cuatro (4) años, en forma conjunta con la elección del alcalde (quien lo preside). La votación es por lista cerrada y bloqueada. Se asigna a la lista ganadora los escaños según el método d'Hondt o la mitad más uno, lo que más le favorezca. Es elegido como alcalde el candidato que ocupe el primer lugar de la lista que haya obtenido la más alta votación.

## Composición del Concejo Provincial de Utcubamba
La siguiente tabla muestra la composición del Concejo Provincial de Utcubamba antes de las elecciones.
| Partidos | Partidos                                       | Regidores |
| -------- | ---------------------------------------------- | --------- |
|          | Sentimiento Amazonense Regional                | 7         |
|          | Movimiento Regional Amazonense Unidos al Campo | 2         |
|          | Movimiento Regional Fuerza Amazonense          | 1         |
|          | Movimiento Independiente Surge Amazonas        | 1         |

## Elecciones internas
Los partidos políticos realizaron la convocatoria a elecciones internas (15–22 de enero de 2022) para definir a los candidatos de sus organizaciones en listas cerradas y bloqueadas. Se sometieron a elección las candidaturas a:
- Alcaldía Provincial de Utcubamba (1 candidatura).
- Concejo Provincial de Utcubamba (11 candidaturas).
- Alcaldías distritales de Utcubamba (6 candidaturas).
- Concejos distritales de Utcubamba (32 candidaturas).

Existen dos modalidades para la organización de las elecciones internas:
- Modalidad de elección directa: con voto universal, libre, voluntario, igual, directo y secreto de los afiliados. Fue la modalidad utilizada por Sentimiento Amazonense Regional,[6] Movimiento Regional Amazonense Unidos al Campo,[7] Movimiento Político Regional Energía Comunal Amazónica[7] y Alianza para el Progreso.[8] Las elecciones se realizaron el 15 de mayo de 2022.
- Modalidad de delegados: a través de delegados previamente elegidos mediante voto universal, libre, voluntario, igual, directo y secreto de los afiliados. Fue la modalidad utilizada por Fuerza Popular,[9] Frente Popular Agrícola del Perú,[7] Juntos por el Perú,[10] Renovación Popular[11] y Victoria Amazonense.[12] Las elecciones se realizaron el 22 de mayo de 2022.

## Partidos y candidatos
A continuación se muestra una lista de los principales partidos y alianzas electorales que participan en las elecciones:
| Candidatura | Candidatura | Partidos y alianzas                                                  | Candidatos | Candidatos               | Ideología                                                           | Resultado previo | Resultado previo | Ref. |
| Candidatura | Candidatura | Partidos y alianzas                                                  | Candidatos | Candidatos               | Ideología                                                           | Votos (%)        | Reg.             | Ref. |
| ----------- | ----------- | -------------------------------------------------------------------- | ---------- | ------------------------ | ------------------------------------------------------------------- | ---------------- | ---------------- | ---- |
|             | GH          | Lista - Sentimiento Amazonense Regional (GH)                         |            | Gladys Mendoza Collantes | Regionalismo amazonense                                             | 26.46%           | 7                |      |
|             | MORAUAC     | Lista - Movimiento Regional Amazonense Unidos al Campo (MORAUAC)     |            | Víctor Campos Torres     | Regionalismo amazonense                                             | 23.17%           | 2                |      |
|             | ECA         | Lista - Movimiento Político Regional Energía Comunal Amazónica (ECA) |            | José Novoa Vásquez       | Regionalismo amazonense                                             | 8.33%            | 0                |      |
|             | APP         | Lista - Alianza para el Progreso (APP)                               |            | Amado Herrera Colunche   | Liberalismo económico Conservadurismo liberal Populismo de derecha  | 3.41%            | 0                |      |
|             | RP          | Lista - Renovación Popular (RP)                                      |            | Milton Alvines Cáceda    | Ultraconservadurismo Fundamentalismo cristiano Populismo de derecha | Nuevo            | Nuevo            |      |
|             | VA          | Lista - Victoria Amazonense (VA)                                     |            | Diógenes Celis Jiménez   | Regionalismo amazonense                                             | Nuevo            | Nuevo            |      |

## Sondeos de opinión
Las siguientes tablas enumeran las estimaciones de la intención de voto en orden cronológico inverso, mostrando las más recientes primero y utilizando las fechas en las que se realizó el trabajo de campo de la encuesta. Cuando se desconocen las fechas del trabajo de campo, se proporciona la fecha de publicación.
Leyenda:
     Sondeo realizado en el periodo de prohibición legal de la difusión de sondeos de intención de voto.

### Intención de voto
La siguiente tabla enumera las estimaciones ponderadas (sin incluir votos en blanco y nulos) de la intención de voto.
|                                |                |     |      |      |      |      |      |      |  |  |  |
| Elecciones municipales de 2022 | 2 oct 2022     | —   | 27.6 | 21.8 | 16.7 | 14.7 | 10.8 | 5.8  |  |  |  |
|                                |                |     |      |      |      |      |      |      |  |  |  |
| Global Data Consulting         | 16–19 sep 2022 | 272 | 47.6 | 19.5 | –    | 9.8  | 20.3 | 27.3 |  |  |  |
| Vox Populi                     | 15–17 sep 2022 | ?   | 46.5 | 16.9 | –    | 9.9  | 21.3 | 25.2 |  |  |  |
| Vox Populi                     | 7–9 sep 2022   | ?   | 46.8 | 19.8 | –    | 10.2 | 20.6 | 26.2 |  |  |  |
| Global Data Consulting         | 4–7 sep 2022   | 272 | 47.9 | 18.9 | –    | 9.4  | 19.5 | 28.4 |  |  |  |
| Vox Populi                     | 27–29 ago 2022 | ?   | 50.8 | 19.9 | –    | 8.3  | 17.7 | 30.9 |  |  |  |
| Global Data Consulting         | 19–22 ago 2022 | 272 | 48.9 | 21.1 | –    | 7.2  | 18.0 | 27.8 |  |  |  |
| Global Data Consulting         | 8–11 ago 2022  | 272 | 45.5 | –    | –    | 7.0  | 14.1 | 31.4 |  |  |  |

### Preferencias de voto
La siguiente tabla enumera las preferencias de voto en bruto (incluyendo blancos, viciados y sin respuesta) y no ponderadas.
| Encuestadora/Medio             | Fecha          | Muestra | Diógenes Celis | Víctor Campos | Gladys Mendoza | Milton Alvines | José Novoa | B/V  | NS/NO | Dif. |  |  |  |  |
| ------------------------------ | -------------- | ------- | -------------- | ------------- | -------------- | -------------- | ---------- | ---- | ----- | ---- |  |  |  |  |
| Encuestadora/Medio             | Fecha          | Muestra |                |               |                |                |            |      |       |      |  |  |  |  |
| Elecciones municipales de 2022 | 2 oct 2022     | —       | 23.5           | 18.5          | 14.2           | 12.5           | 9.2        | 14.8 | –     | 5.0  |  |  |  |  |
|                                |                |         |                |               |                |                |            |      |       |      |  |  |  |  |
| Global Data Consulting         | 16–19 sep 2022 | 272     | 34.0           | 13.9          | –              | 7.0            | 14.5       | –    | 28.6  | 19.5 |  |  |  |  |
| Vox Populi                     | 15–17 sep 2022 | ?       | 33.0           | 13.9          | –              | 7.0            | 15.1       | –    | 29.0  | 17.9 |  |  |  |  |
| Vox Populi                     | 7–9 sep 2022   | ?       | 32.2           | 13.6          | –              | 7.0            | 14.2       | –    | 31.2  | 18.0 |  |  |  |  |
| Global Data Consulting         | 4–7 sep 2022   | 272     | 33.5           | 13.2          | –              | 6.6            | 13.6       | –    | 30.1  | 19.9 |  |  |  |  |
| Vox Populi                     | 27–29 ago 2022 | ?       | 30.1           | 11.8          | –              | 4.9            | 10.5       | –    | 40.7  | 18.3 |  |  |  |  |
| Global Data Consulting         | 19–22 ago 2022 | 272     | 29.8           | 12.9          | –              | 4.4            | 11.0       | –    | 39.0  | 16.9 |  |  |  |  |
| Global Data Consulting         | 8–11 ago 2022  | 272     | 26.1           | –             | –              | 4.0            | 8.1        | –    | 42.6  | 18.0 |  |  |  |  |

## Resultados

### Sumario general
|                        |                                                              |              |              |              |           |           |
| Partidos y coaliciones | Partidos y coaliciones                                       | Voto popular | Voto popular | Voto popular | Regidores | Regidores |
| Partidos y coaliciones | Partidos y coaliciones                                       | Votos        | %            | +/−          | Total     | +/−       |
|                        | Victoria Amazonense (VA)                                     | 14,855       | 27.57        | Nuevo        | 7         | +7        |
|                        | Movimiento Regional Amazonense Unidos al Campo (MORAUAC)     | 11,722       | 21.75        | –1.42        | 2         | ±0        |
|                        | Sentimiento Amazonense Regional (GH)                         | 8,988        | 16.68        | –9.78        | 1         | –6        |
|                        | Renovación Popular (RP)                                      | 7,906        | 14.67        | Nuevo        | 1         | +1        |
|                        | Movimiento Político Regional Energía Comunal Amazónica (ECA) | 5,799        | 10.75        | +2.42        | 0         | ±0        |
|                        | Alianza para el Progreso (APP)                               | 4,613        | 8.56         | +5.15        | 0         | ±0        |
|                        |                                                              |              |              |              |           |           |
| Total                  | Total                                                        | 53,883       |              |              | 11        | ±0        |
|                        |                                                              |              |              |              |           |           |
| Votos válidos          | Votos válidos                                                | 53,883       | 85.20        | –0.13        |           |           |
| Votos en blanco        | Votos en blanco                                              | 4,310        | 6.82         | +1.01        |           |           |
| Votos nulos            | Votos nulos                                                  | 5,049        | 7.98         | –0.88        |           |           |
| Votos emitidos         | Votos emitidos                                               | 63,242       | 71.10        | –2.71        |           |           |
| Abstenciones           | Abstenciones                                                 | 25,710       | 28.90        | +2.71        |           |           |
| Votantes registrados   | Votantes registrados                                         | 88,952       |              |              |           |           |
|                        |                                                              |              |              |              |           |           |
| Fuente:                |                                                              |              |              |              |           |           |

### Concejo Provincial de Utcubamba
| Cargo                            | Autoridad electa          | Partido político | Partido político                               |
| -------------------------------- | ------------------------- | ---------------- | ---------------------------------------------- |
| Alcalde Provincial de Utcubamba  | Diógenes Celis Jiménez    |                  | Victoria Amazonense                            |
| Regidor Provincial de Utcubamba  | Clever Grandez Rubio      |                  | Victoria Amazonense                            |
| Regidora Provincial de Utcubamba | Nélida Torres Zurita      |                  | Victoria Amazonense                            |
| Regidor Provincial de Utcubamba  | José Torres Guevara       |                  | Victoria Amazonense                            |
| Regidora Provincial de Utcubamba | Jhuselly Vargas Ramos     |                  | Victoria Amazonense                            |
| Regidor Provincial de Utcubamba  | Roli Cueva Julián         |                  | Victoria Amazonense                            |
| Regidora Provincial de Utcubamba | Celica Carranza Cieza     |                  | Victoria Amazonense                            |
| Regidor Provincial de Utcubamba  | Hermes Lozano Paredes     |                  | Victoria Amazonense                            |
| Regidora Provincial de Utcubamba | Milagritos Coronel Cerdán |                  | Movimiento Regional Amazonense Unidos al Campo |
| Regidor Provincial de Utcubamba  | Gilver Huamán Pizarro     |                  | Movimiento Regional Amazonense Unidos al Campo |
| Regidora Provincial de Utcubamba | Gladys Mendoza Collantes  |                  | Sentimiento Amazonense Regional                |
| Regidor Provincial de Utcubamba  | Marco Marquina Cabanillas |                  | Renovación Popular                             |

## Elecciones municipales distritales

### Sumario general
| Partidos y coaliciones                                                                          | Partidos y coaliciones                                       | Voto popular | Voto popular | Voto popular | Alcaldías | Alcaldías |
| Partidos y coaliciones                                                                          | Partidos y coaliciones                                       | Votos        | %            | +/−          | Total     | +/−       |
| ----------------------------------------------------------------------------------------------- | ------------------------------------------------------------ | ------------ | ------------ | ------------ | --------- | --------- |
|                                                                                                 | Victoria Amazonense (VA)                                     | 10,817       | 35.54        | Nuevo        | 2         | +2        |
|                                                                                                 | Sentimiento Amazonense Regional (GH)                         | 5,864        | 19.27        | –5.98        | 2         | –1        |
|                                                                                                 | Renovación Popular (RP)                                      | 5,606        | 18.42        | Nuevo        | 2         | +2        |
|                                                                                                 | Movimiento Regional Amazonense Unidos al Campo (MORAUAC)     | 3,349        | 11.00        | –3.13        | 0         | ±0        |
|                                                                                                 | Alianza para el Progreso (APP)                               | 2,420        | 7.95         | –7.52        | 0         | –1        |
|                                                                                                 | Movimiento Político Regional Energía Comunal Amazónica (ECA) | 1,085        | 3.56         | –5.94        | 0         | ±0        |
|                                                                                                 | Juntos por el Perú (JP)                                      | 863          | 2.84         | Nuevo        | 0         | ±0        |
|                                                                                                 | Perú Libre (PL)1                                             | 432          | 1.42         | +0.45        | 0         | ±0        |
|                                                                                                 |                                                              |              |              |              |           |           |
| Total                                                                                           | Total                                                        | 30,436       |              |              | 6         | ±0        |
|                                                                                                 |                                                              |              |              |              |           |           |
| Votos válidos                                                                                   | Votos válidos                                                | 30,436       | 86.64        | –0.66        |           |           |
| Votos en blanco                                                                                 | Votos en blanco                                              | 2,528        | 7.20         | +0.01        |           |           |
| Votos nulos                                                                                     | Votos nulos                                                  | 2,164        | 6.16         | +0.65        |           |           |
| Votos emitidos                                                                                  | Votos emitidos                                               | 35,128       | 72.50        | –1.68        |           |           |
| Abstenciones                                                                                    | Abstenciones                                                 | 13,322       | 27.50        | +1.68        |           |           |
| Votantes registrados                                                                            | Votantes registrados                                         | 48,450       |              |              |           |           |
|                                                                                                 |                                                              |              |              |              |           |           |
| Fuente:                                                                                         |                                                              |              |              |              |           |           |
| Notas al pie: 1 Comparado con los resultados de Perú Libertario (PL) en las elecciones de 2018. |                                                              |              |              |              |           |           |
| Notas al pie:                                                                                   |                                                              |              |              |              |           |           |
| 1 Comparado con los resultados de Perú Libertario (PL) en las elecciones de 2018.               |                                                              |              |              |              |           |           |

### Resultados por distrito
La siguiente tabla enumera el control de los distritos de la provincia de Utcubamba. El cambio de mando de una organización política se resalta del color de ese partido.
| Distrito     | Alcalde(sa) titular     | Partido político | Partido político                | Alcalde(sa) electo(a)      | Partido político | Partido político                |
| ------------ | ----------------------- | ---------------- | ------------------------------- | -------------------------- | ---------------- | ------------------------------- |
| Cajaruro     | Hildebrando Tineo Díaz  |                  | Alianza para el Progreso        | Persi Cercado Cubas        |                  | Victoria Amazonense             |
| Cumba        | Elvis Ramos Guevara     |                  | Sentimiento Amazonense Regional | Iván Bravo Hernández       |                  | Victoria Amazonense             |
| El Milagro   | René Vargas Coronel     |                  | Sentimiento Amazonense Regional | Roger Coronel Portocarrero |                  | Sentimiento Amazonense Regional |
| Jamalca      | Edinson Urbina López    |                  | Surge Amazonas                  | Sadith Oblitas Yopan       |                  | Sentimiento Amazonense Regional |
| Lonya Grande | Segundo Ticlla Hidrogo  |                  | Surge Amazonas                  | Wilder Coronel Yrigoin     |                  | Renovación Popular              |
| Yamón        | Gilberto Arévalo Torres |                  | Sentimiento Amazonense Regional | Hermógenes Jara Hurtado    |                  | Renovación Popular              |